# Costumbre mercantil
Entendemos por costumbre mercantil un conjunto de usos o prácticas que realizan los comerciantes y que cumplen con los requisitos exigidos por las leyes para ser consideradas Derecho consuetudinario y, por ende, fuente del Derecho.
La costumbre mercantil es la segunda fuente del derecho mercantil, con la cual se interpreta la voluntad de la costumbre o para suplir el silencio de la ley.

## Regulación por país

### Colombia
El artículo 3º del código del comercio de Colombia establece que la costumbre mercantil detectada tiene la misma fuerza que la ley comercial, siempre y cuando esta no resulte contraria de ninguna manera, y sea uniforme, reiterada y de conocimiento público.
Se identifican como funciones La relatoria del pueblo de la Costumbre Mercantil la interpretativa, tal como está establecido en el artículo 5 del Código; la integradora o interpretadora, como complemento de las normas jurídicas dictadas por el legislador; y normativa, a falta de ley comercial existente, en los casos previstos por el artículo 3 del Código de Comercio colombiano.
Tal como se establece en ese mismo artículo, debe ser reconocida. Este reconocimiento puede ser tanto local, como nacional, según los requisitos que esta disponga. Debe ser probada según lo dispuesto en el Código de Procedimiento Civil en su artículo 190, por medio de testimonios y pruebas auténticas, a través de dos decisiones judiciales idénticas que sean definitivas, o por medio de la certificación de la cámara de comercio correspondiente. 
En este sentido, las cámaras de comercio se encargan de recopilar y certificar estas costumbres que se dan a nivel local y de los municipios que comprendan la jurisdicción. En el caso de la Cámara de Comercio de Bogotá, el proceso de reconocimiento está compuesto por etapas: la solicitud del interesado/a para la investigación de una costumbre, la determinación de la viabilidad jurídica, en el caso de esta ser pertinente la recolección de las bases de datos en los cuales esta es practicada (a través de muestras representativas, encuestas, etcétera). Realizados estos estudios, se procede a comprobar si la costumbre en cuestión recoge las condiciones para que sea confirmada como costumbre mercantil. Estos requisitos son la publicidad, la uniformidad, la reiteración, la vigencia y la obligatoriedad; tiene que ser conforme a que deben estar en un mínimo del 70% para declararse como “probados”. Por último la junta directiva de la Cámara pone a consideración la costumbre si esta parece estar acorde con el mínimo de requisitos, y si lo cree de esta manera, expide la certificación.